# Оточац
Оточац (хорв. Otočac) — город в Хорватии, в жупании Лика-Сень, в 40 километрах от побережья Адриатики. Второй по величине город гористого и малонаселённого исторического региона Лика (после Госпича). Главный город подрегиона Гацка. Население — 4 354 человека.

## География и транспорт

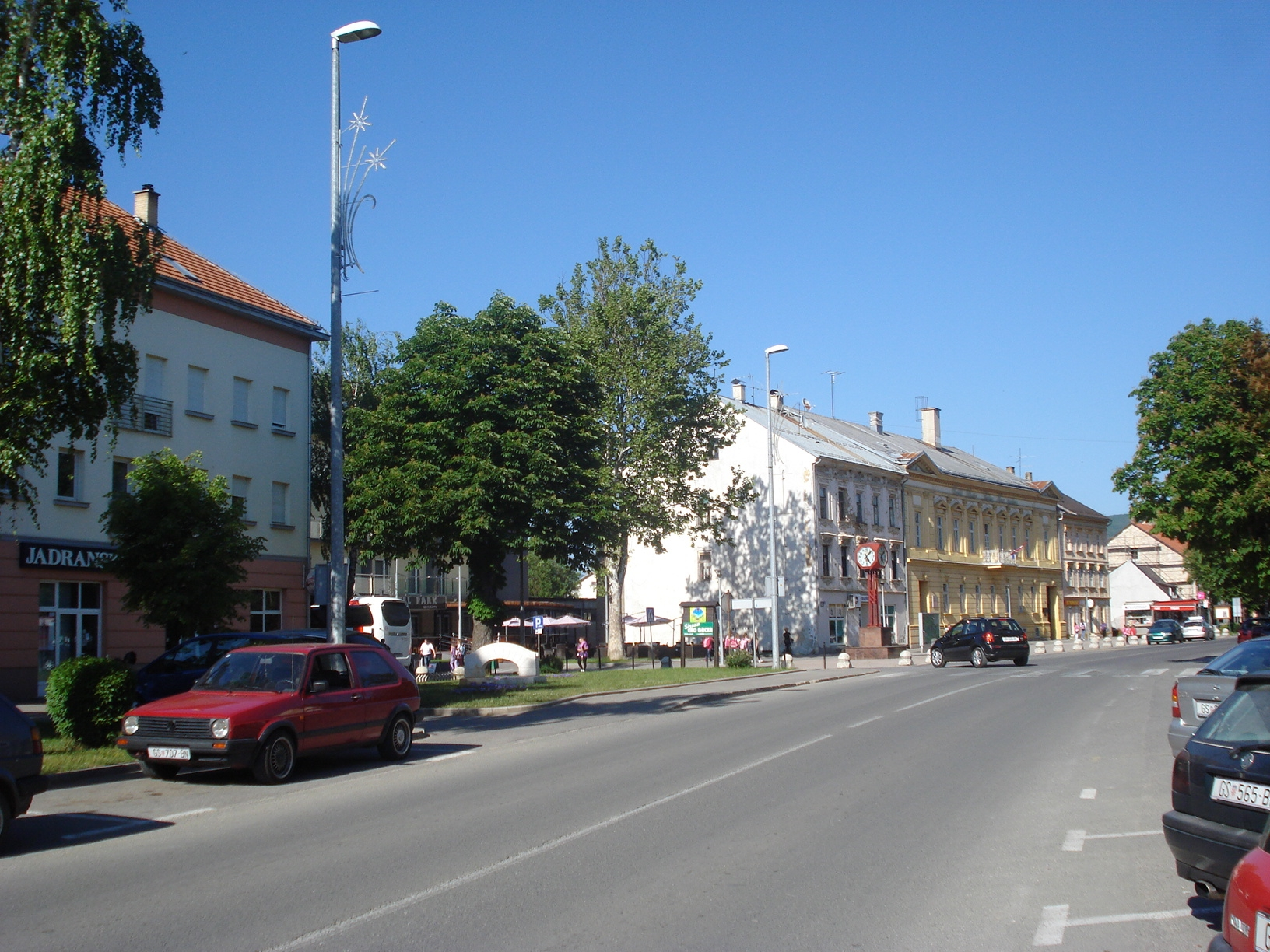
Оточац — Центр

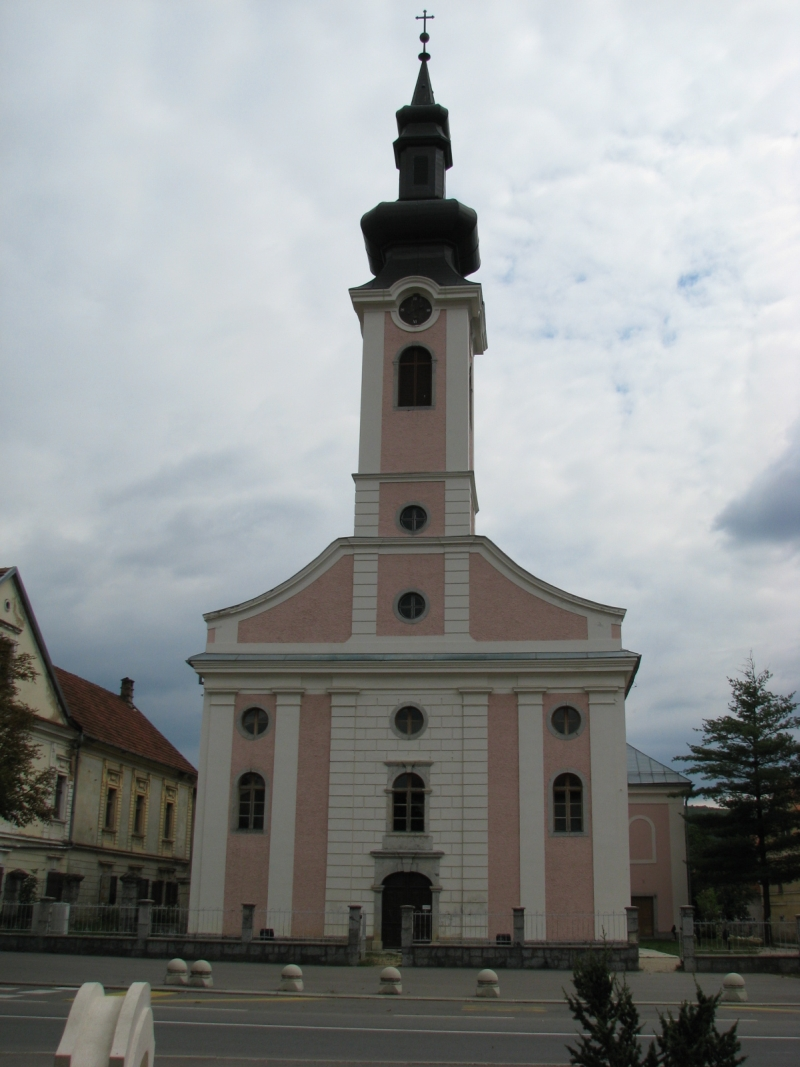
Церковь Пресвятой Троицы

Город стоит на берегу реки Гацка. Ближайшие города — Сень (40 км к северо-западу) и Госпич (45 км к югу). Рядом с городом проходит новое современное шоссе А1, связывающее Оточац с Задаром и столицей страны Загребом. Дорога, идущая от Оточаца на северо-запад к приморскому городу Сень, проходит через перевал Вратник в горах Велебита и с древности была одним из главным стратегических путей, связывающих адриатическое побережье и континентальную Хорватию. Ещё одна дорога идёт от города на восток в направлении национального парка Плитвицкие озёра.
Оточац состоит из Верхнего и Нижнего городов.

## История
Оточац упомянут в древнейшем хорватском глаголическом памятнике — Башчанской плите. Последняя строка надписи на ней гласит «И в те дни Николай из Оточаца соединился со Святой Люцией», что говорит о том, что на рубеже XI и XII веков (время создания Башчанской плиты) в Оточаце уже был приход и церковь св. Николая, которые составляли сообщество с церковью св. Люции в селе Юрандвор на острове Крк.
Около 1300 года Оточац вместе со всею Гацкой стал собственностью княжеской семьи Франкопанов. Сигизмунд Франкопан (1461—1535) основал в Оточаце диоцез.
Папа Пий II в 1460 г. сделал Оточац центром епархии. Церковь Св. Николая стала кафедральным собором.
Гацка и вся Лика многократно опустошались турками-османами. Поселение Оточац имело мощные фортификационные сооружения, от которых сохранились лишь фрагменты. В 1619 году над городом был возведён треугольный форт с цилиндрическими башнями (в настоящее время лежит в руинах).

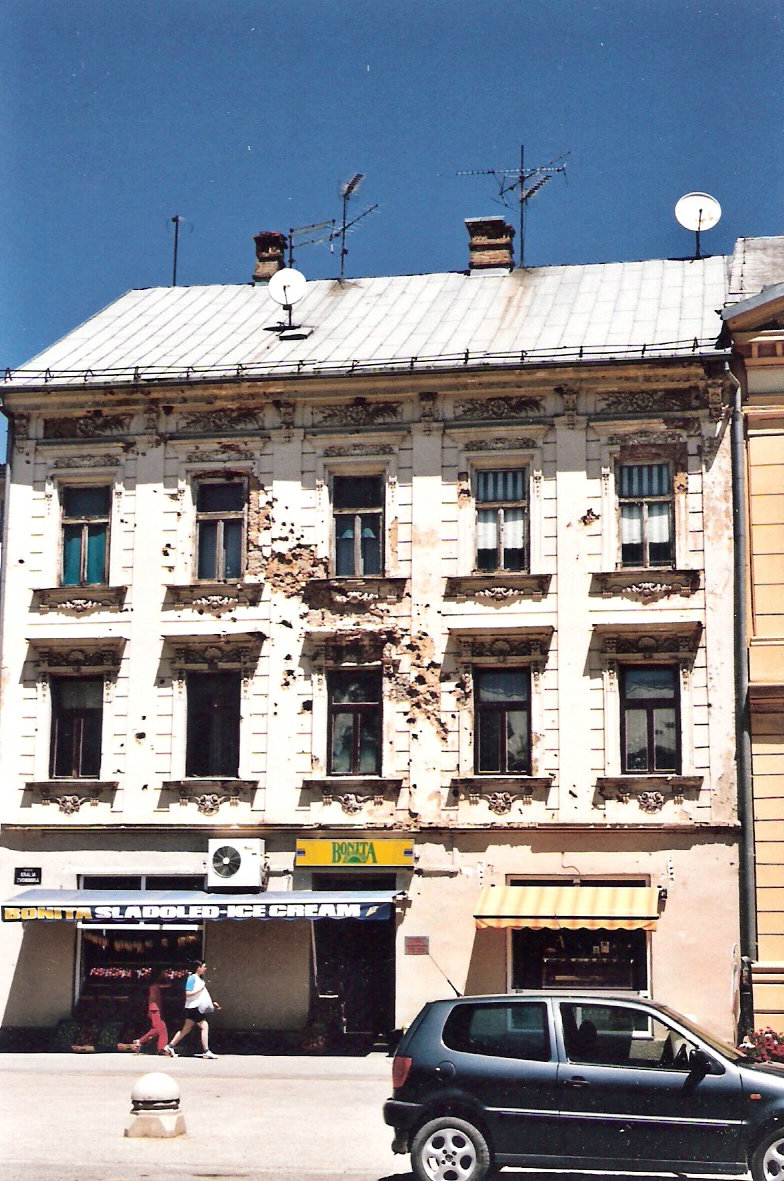
Повреждённое в войну здание

В 1684 году в Оточаце построена церковь св. Троицы, она была перестроена в 1774 году в стиле позднего барокко. 
В 1717 году в Оточаце открылась средняя школа. 
С 1746 года город служил одним из центров Военной границы, противостоявшей османскому натиску. 
Осенью 1918 г. Оточац, вместе с остальной Хорватией, вошёл в состав Государства СХС, а затем — Королевства СХС. Вскоре местным хорватам пришлось столкнуться с великосербским шовинизмом Карагеоргиевичей.
В апреле 1941 г. Оточац вошёл в состав НДХ. В 1943 г. Оточац и почти вся Гацка были захвачены коммунистами-титовцами. 13 — 14 июня 1943. в Оточаце прошло заседание АВНОЮ. 
В 1991 году город сильно пострадал в ходе боёв между хорватами и сербами во время войны в Хорватии. Был освобождён бойцами 154-й хорватской бригады (154. brigada HV). После окончания войны в городе проведены масштабные восстановительные работы

## Демография
Население города по данным переписи 2001 года — 4 354 человека, вся община с центром в Оточаце насчитывает 10 411 человек.
В Оточаце, как и во всей Лике со времён Военной границы, проживало смешанное хорватско-сербское население. По переписи 1991 года 65 % жителей города были хорватами и 31 % сербами. В результате исхода значительной части сербского населения из региона в ходе войны, их доля упала, по итогам переписи 2001 года 91 % населения — хорваты и 7 % — сербы.

## Известные уроженцы
Миливой Рукавина — югославский политик.